# Mihajlo Rostohar
Mihajlo Rostohar, slovenski psiholog, pisatelj, politik in učitelj, * 30. julij 1878, Brege, † 5. avgust 1966, Golek.
Imel je pomembno vlogo pri ustvarjanju Države Slovencev, Hrvatov in Srbov. Z Ivanom Hribarjem in Danilom Majaronom so imeli pomembno vlogo pri ustanovitvi Univerze v Ljubljani. Rostoharja danes poznamo kot psihologa in znanstvenika, bil pa je tudi vojak in politik, od dijaških let narodno zaveden Slovenec. Po njem se imenuje tudi Osnovna šola (Mihajla Rostoharja) s posebnimi potrebami v Krškem.

## Biografija
Rostohar se je rodil v kmečki družini v Bregah pri Krškem, ki je bilo takrat del Avstro-Ogrske monarhije. Gimnazijo je obiskoval v Ljubljani in Kranju. Študiral je filozofijo na Dunaju, nato pa na univerzi v Gradcu pri A. Meinongu. Diplomiral je na Dunaju leta 1905. Po enem letu dela kot nadomestni srednješolski učitelj v Beljaku, se je odločil za akademsko kariero.
Študij je nadaljeval v Pragi, Leipzigu (pod nadzorom Wilhelma Wundta), Halleju in Berlinu. Na Karlovi univerzi v Pragi je habilitiral za docenta. Med 1. svetovno vojno je sodeloval v italijanski kampanji, potem pa se je leta 1918 priključil formaciji države Slovencev, Hrvatov in Srbov. Leta 1919 se je preselil na Češkoslovaško, kjer je nadaljeval akademsko kariero. Po nacističnem zavzetju Češke in Moravske leta 1939 se je vrnil v Slovenijo. Po 2. svetovni vojni je znova odšel na Češkoslovaško, a se je že leta 1948 vrnil nazaj v Jugoslavijo.
Pred stavbo Univerze v Ljubljani so mu leta 1989 odkrili doprsni kip, v Krškem pa po njem imenovali osnovno šolo. 

### Politična kariera
Aktivno se je vključeval v slovensko javno življenje. Skupaj z drugimi študenti iz Prage je pomagal pri predstavljanju političnih in socialnih misli Tomáša G. Masaryka slovenskim deželam. Bil je blizu naprednim idejam, ampak se za razliko od drugih Slovencev, ki so sledili Masaryku, ni pridružil socialno demokratski stranki, ampak se je postavil na stran nacionalno liberalne stranke.
Med prvo balkansko vojno je javno podprl idejo o avtonomni Albaniji, s podobnimi argumeti kot avstrijsko-madžarska diplomacija. V njegov bran je pisatelj Ivan Cankar pripravil znamenito predavanje Slovenci in Jugoslovani (1913).
Ob koncu prve svetovne vojne so bile mnoge vojaške enote  Avstrijsko-madžarske vojske na območju Vojvodine Kranjske. Mnogo od teh vojakov in oficirjev je bilo Slovencev. Oktobra 1918 je prišlo do veliko pobegov. 28. oktobra 1918 so se člani Slovenskega nacionalnega sveta zbrali v hotelu Union in sprejeli sklep o organizaciji političnega zborovanja na Kongresnem trgu naslednji dan. Kljub temu, da vojaki in oficirji niso smeli sodelovati na protestu, se jih je 200 le-tega udeležilo. Mihajlo Rostohar je z balkona, kjer so vodje protesta govorile množici, zavpil: »Mi, vojaki, zapuščamo Avstrijo in poslušnost prisegamo našemu narodu, Jugoslaviji!« V noči na 30. oktober 1918 je zbral še druge slovenske vojake in oficirje. Pridružili so se jim tudi vojaki in oficirji 53-ega polka iz Zagreba, skupaj s srbskimi in ruskimi vojnimi ujetniki, ki jih je bilo približno 600. Obkrožili so barake na Kodeljevem in razorožili bataljon avstroogrske vojske
.
Po prvem uspehu, so se Slovenski oficirji in vojaki zbali vojske pod poveljstvom avstroogrskega feldmaršala Svetozarja Borojevića, zato je Rostohar poskrbel, da so slovenski oficirji pripravljali letake v različnih jezikih in vabili vojake, ki so bili pod komando Svetozarja Borojevića, da se mirno umaknejo in ne povzročajo konfliktov. Ti ukrepi so pripomogli k mirnem prevzemu kontrole nad Ljubljano.

### Znanstvena kariera
Rostohar je študiral na Dunaju in Grazu pri profesorju Alexiusu Meinongu. Leta 1906 je bil na Dunaju promoviran za doktorja filozofije, ko je zagovarjal disertacijo z naslovom Über die Hypothese. Ihre wissenschaftliche Bedeutung (O hipotezi. Njeni znanstveni pomembnosti).
Eno leto je bil suplement na gimnaziji v Beljaku. Potem je odšel v Prago, kjer se je na pobudo profesorja T. G. Masaryka izpopolnjeval v eksperimentalni psihologiji na Wundtovem psihološkem inštitutu v Leipzigu, Strumpfovem v Berlinu in Külpejevem v Würzburgu. Na češkem vseučilišču v Pragi je leta 1910 pri profesorju Masaryku pripravil habilitacijsko delo Theorie hypothetickeho soudu. Leta 1911 je postal docent FF na praški univerzi. Na fiziološkem inštitutu MF je l. 1912 ustanovil prvi psihološki laboratorij na češkoslovaškem. Študiral je tudi v Pragi, kjer je leta 1911 začel poučevati kot izredni profesor na Karlovi univerzi. Leta 1918, po prihodu v Ljubljano, je postal glavni pobudnik za ustanovitev slovenske univerze v Ljubljani. Tako je bila na njegovo pobudo leta 1918 ustanovljena Vseučilniška komisija pri Narodni vladi Slovencev, Hrvatov in Srbov v Ljubljani. Napisal je prvi statut univerze in naredil načrte za ustanovitev Psihološkega univerzitetnega inštituta v Sloveniji. Kljub vsem aktivnostim ni bil izbran za profesorja. Zato je zapustil Ljubljano in se vrnil v Prago, kjer je zasedel mesto na Karlovi univerzi. Leta 1922 so prenesli docenturo na novoustanovljeno univerzo v Brno ter začel poučevati na FF Masarykove univerze, kjer je bil zaposlen do okupacije Češkoslovaške 1939. Na univerzi je leta 1925 ustanovil samostojni oddelek za psihologijo ali psihološki inštitut za eksperimentalno psihologijo. Na njegovo pobudo je leta 1926 v Brnu začel delovati pedagoški muzej, od 1936 pa je bil glavni urednik revije Psychologie. Po koncu druge svetovne vojne in do leta 1948 je poučeval na univerzi v Brnu. Od leta 1949, ko se je zaradi Informbiroja vrnil v domovino, je deloval na Univerzi v Ljubljani, kjer je leta 1950 ustanovil Oddelek za psihologijo in postal njegov prvi predstojnik. Tudi po upokojitvi leta 1959 je bil še aktiven. Bil je prvi predsednik Društva psihologov Slovenije, ki se je takrat imenovalo Slovenska sekcija Združenja psihologov Jugoslavije (Rostohar je 1960 predsedoval 1. kongresu jugoslovanskih psihologov na Bledu), pa tudi prvi predstojnik poklicne svetovalnice v Ljubljani. Bil je začetnik empirične psihologije in mnogih drugih psiholoških smeri in študijskih predmetov v Sloveniji (obča, socialna, razvojna in politična psihologija). Objavljal je tudi na Češkem, v Nemčiji in Franciji; skupaj nad 260 znanstvenih del. 
Svojo profesionalno izobrazbo je uporabil pri analiziranju moralnega pomena naroda. Verjel je, da je jedro nacionalnosti zavedanje pripadnosti in občutek, ki ga taka ozaveščenost ustvari.

## Pomembnejša odkritja
Leta 1912 je med razumniki Avstro-Ogrske izvedel anketo o nacionalnem počutju, pripadnosti,odnosu do drugih narodov itd., ki je bila prva raziskava javnega mnenja v Evropi (morda tudi na svetu). Poleg tega je empirično raziskoval psihološke pojave, kot so predstave, domišljija, sinestezije, pojmi, geometrične iluzije, pozornost in branje. V raziskavah pojmov in predstav je ugotovil način razvijanja in propadanja. Rostohar je s teorijo psihičnih struktur zavrnil psihološki elementarizem. Prikazal je proces integriranja, ki spomni na sodobne kognitivne modele človekovega procesiranja informacij. Veliko je deloval na področju jezika, branja, govora, pisal pa je tudi o odnosu med mišljenjem in branjem. Izoblikoval je tudi svoje pojmovanje motivacije. 

## Izbrana dela
- Uvod v znanstveno mišljenje (1909/10; 1932)
- Theorie hypotetického soudu (1911)
- Za novi socializem (1922)
- Studie z vývojové psyhologie. Díl 1 (1928)
- Psychologcké základy počátečního čtení s praktickým návodem ke čtení (1934)
- Psychologie sociální (1948)
- Psychopatologie (1948)
- Psychologie jako věda o subjektivní skutečností (1950)
- Obča psihologija (1951)
- Socialna psihologija (1952)
- Pedopsihologija (1953)
- Stavek in misel (članek, 1953)
- Začetno čitanje po analitični metodi (1961)
- Osnove obče psihologije (1964)
- Osnove socialne psihologije (1965)
- Strukture u društvenom životu (članek, 1966)
- Psihologija (1966)